# واحد پول کرنوال
واحد پول کرنوال (به انگلیسی: Cornish currency) یکای پول رایج در شهر کورنوال است.